# Nyctibatrachus humayuni
Nyctibatrachus humayuni es una especie  de anfibios de la familia Nyctibatrachidae.

## Distribución geográfica
Se encuentra en los Ghats occidentales (estado de Maharashtra, India).  

## Estado de conservación
Se encuentra amenazada de extinción por la pérdida de su hábitat natural.